# Штепура, Иван Андреевич
Иван Андреевич Штепура (25 октября 1934 — 1 июля 2021) — горный мастер шахтоуправления «Постниковское» комбината «Шахтёрскантрацит» Донецкой области Украинской ССР, Герой Социалистического Труда.

## Биография
Родился 25 октября 1934 года на станции Турдей Воловского района (ныне — Тульской области) в семье рабочего. Украинец. В 1943 году остался сиротой, воспитывался в семье родственников в селе Ракита Великобагачанского района Полтавской области. В 1952 году окончил 7 классов и поступил в Днепропетровский горный техникум, который окончил в 1956 году по специальности «разработка угольных месторождений». С 1957 по 1959 год проходил действительную срочную службу в Советской Армии.
После увольнения жил в городе Шахтёрске Донецкой области, работал горным мастером на шахте «Постниковская-1». Внедряя передовые методы производства, обеспечил систематическое выполнение поставленных заданий при экономии энергоресурсов и строгом соблюдении техники безопасности. Указом Президиума Верховного Совета СССР от 24 июля 1975 года за выдающиеся успехи в выполнении плановых заданий и социалистических обязательств Штепуре Ивану Андреевичу присвоено звание Героя Социалистического Труда с вручением ордена Ленина и золотой медали «Серп и Молот». Проработал на шахте более 30 лет. Последние годы работал на ремонтно-восстановительном участке. С 2006 года — на пенсии.

## Награды
Награждён орденами Ленина (1975), Трудового Красного Знамени (1971), орденом Украины «За заслуги» 3-й степени (2002), медалями, знаком «Шахтерская слава» трех степеней.